# Eugène Van Overloop
 (septembre 2017).
Si vous disposez d'ouvrages ou d'articles de référence ou si vous connaissez des sites web de qualité traitant du thème abordé ici, merci de compléter l'article en donnant les références utiles à sa vérifiabilité et en les liant à la section « Notes et références ».
Eugène Van Overloop est un sénateur, juriste et conservateur de musée belge, né à Bruxelles le 10 mai 1847 et mort à Etterbeek le 12 mars 1926.

## Biographie
Né à Bruxelles le 10 mai 1847, Eugène Van Overloop est le fils de Pierre-Joseph Van Overloop, fonctionnaire au Ministère des Affaires étrangères, et de Jeanne Portaels. Il a épousé Constance Delloye et est le neveu du sénateur belge Isidore Van Overloop (nl). 
En 1869, il devient docteur en droit de l'Université libre de Bruxelles, et commence sa carrière en tant que directeur-gérant de la Caisse commerciale J. Delloye et compagnie, où il travaillera jusqu'en 1890. Il est aussi administrateur de plusieurs sociétés, parmi lesquelles les Assurances Propriétaires réunis, la Banque de Bruxelles, les Carrières Saint-Georges à Feluy, les Hauts-Fourneaux et Laminoirs de Châtelet-Marchienne, la Compagnie Générale des Grands Moulins Réunis, la Caisse Commerciale de Bruxelles, le Chemin de Fer de la Jonction Belgo-Prussienne et la Société Minière d'Alstaden.
En 1888, il est élu sénateur indépendant pour l'arrondissement de Bruxelles, mandat qu'il occupera jusqu'en 1892.
Il se tourne par la suite vers le monde des musées. Il devient ainsi secrétaire du Conseil de Surveillance du Musée royal d'Histoire naturelle de Belgique, pour lequel il organise la section sciences de l'Exposition universelle de 1897 à Bruxelles. La même année, il devient délégué de la section ethnographique des Musées royaux des arts décoratifs et industriels, qui deviendront plus tard les Musées royaux d'art et d'histoire de Bruxelles. Il n'occupe ce poste que peu de temps, car dès 1898, il succède à Prosper de Hauleville à la tête de cette même institution, en tant que conservateur en chef. Il occupera cette fonction jusqu'à sa retraite, le 1er octobre 1925.
Eugène Van Overloop est également membre effectif de la Commission royale des monuments et des sites, section des sites.
Il est élevé au titre de Commandeur de l'Ordre de Léopold et Grand Officier de l'Ordre de la Couronne.
Il meurt à Etterbeek le 12 mars 1926, à l'âge de 79 ans.

## Travaux
Au cours de sa carrière, Van Overloop réorganise les collections des Musées royaux des arts décoratifs et industriels. Il s'entoure pour se faire de jeunes spécialistes qu'il place à la tête des différentes sections du musée : Franz Cumont pour les antiquités grecques et romaines, le baron Alfred de Loë pour la Belgique ancienne et Jean Capart, son futur successeur, pour la section d'égyptologie. Il fait également appel à Lucie Paulis pour gérer les collections de dentelle en 1921. En 1899, il fait déplacer les œuvres de l'antiquité classique de la Porte de Hal, devenue trop exigüe, vers le Palais du Cinquantenaire récemment construit à l'initiative du roi Léopold II. La collection d'œuvres ethnographiques suivra en 1906. Van Overloop fut aussi à l'origine de la bibliothèque des Musées royaux des arts décoratifs et industriels, et le premier à y organiser une exposition temporaire.
Eugène Van Overloop était un érudit qui se passionnait pour de nombreux sujets. Il rédigea plusieurs ouvrages et articles consacrés à l'archéologie préhistorique belge, notamment sur le site de Spiennes et sur les découvertes effectuées à Mendonk. Il est également connu internationalement pour ses recherches consacrées à la dentelle. Il favorisa d'ailleurs le développement de cette collection au musée. Il était également un spécialiste en hydrographie, en ethnographie, en histoire belge et en géographie.